# Raptor (raketový motor)
Raptor je raketový motor vyvíjený soukromou americkou společností SpaceX. Má být použit na raketě Super Heavy a kosmické lodi Starship, pomocí které chce SpaceX vynášet vlastní satelity konstelace Starlink, těžké náklady na oběžnou dráhu Země a po dotankování na LEO dopravovat náklad i lidi na povrch Měsíce a Marsu.
Motor bude umístěn na obou stupních rakety. Na prvním stupni jich bude 33, na druhém stupni, lodi Starship, jich bude umístěno 6. Z toho 3 v atmosférické variantě a 3 ve vakuové variantě. Tlak ve spalovací komoře by měl být 25 MPa, přičemž konečný cíl je 30 MPa, což je více než u jakéhokoliv jiného v současnosti používaného raketového motoru. Raptor by měl mít také zatím nejlepší poměr tahu ku hmotnosti. Také poskytuje více než trojnásobek tahu oproti motoru Merlin 1D.

## Historie

### 2016
Vývoj motoru byl od roku 2009 do roku 2015 financován výhradně ze soukromých investic, SpaceX. V lednu 2016 SpaceX souhlasila s americkým letectvem, které nabídlo 33,6 milionu dolarů na vývoj prototypu nové varianty motoru pro druhý stupeň, v rámci programu na nahrazení ruských motorů RD-180. Ten by mohl být využit na raketách Falcon 9 a Falcon Heavy. SpaceX musela na tento vývoj poskytnout alespoň 67,3 milionu dolarů, protože poměr investic soukromého a vládního sektoru musí být alespoň 2:1.
V srpnu 2016 byl tento motor přepraven do testovacího zařízení v McGregor v Texasu, kde prochází testováním. V červnu 2017 Gwynne Shotwell uvedla, že Raptor už má za sebou desítky úspěšných testů.
V roce 2016 SpaceX veřejně představila návrh Meziplanetárního dopravního systému, jenž mohl být využit pro lety na Mars a i dále do Sluneční soustavy. Základem byl první stupeň o průměru 12 metrů a druhý stupeň, který tvořila samotná vesmírná loď. Hlavním motorem na obou stupních měl být motor Raptor. Na prvním stupni jich mělo být 42 a na druhém 6, upravených pro provoz ve vakuu. Tah motoru pro první stupeň měl být 3050 kN, ve vakuové verzi pro druhý stupeň přibližně 3500 kN.

#### Verze
Raptor ER40S expanzním poměrem 40:1. Tyto motory měly být použity na prvním stupni ITS, kde jich mělo být umístěno 42. Každý měl mít tah 3050 kN (hladina moře) a 3285 kN (ve vakuu).
Raptor ER50S expanzním poměrem 50:1. Tři takové motory měly být umístěny na druhém stupni ITS. Tyto motory měly sloužit při přistání na Marsu, případně jiných tělesech Sluneční soustavy.
Raptor ER200S expanzním poměrem 200:1. Šest takových motorů mělo být také umístěno na druhém stupni ITS a měly sloužit jako primární pohon.
Testovací RaptorMěl expanzní poměr trysky pouze 150:1. Tento motor se začal testovat v září 2016 a testy pokračovaly v roce 2017. Jednalo se o zmenšenou variantu motoru, která měla tah kolem 1000 kN. Tah motoru v plné velikosti měl být dvakrát až třikrát vyšší.

### 2017
Na konferenci IAC 2017 Elon Musk představil aktualizovanou verzi ITS, která byla zmenšena a získala původní označení BFR. Byly zveřejněny i nové parametry motorů. Tlak ve spalovací komoře měl být 25 MPa. Regulace tahu měla být od 100 % do 20 %, což je výjimečně nízká hodnota. Atmosférické motory měly mít tah 1700 kN, specifický impuls na hladině moře 330 s, ve vakuu 356 s. Průměr trysky byl 1,3 metru. Vakuová varianta měla mít tah 1900 kN, specifický impuls 375 s a průměr trysky 2,4 metru.
Testy zmenšené verze probíhaly úspěšně. Motor měl za sebou více než 1200 sekund v provozu v rámci 42 testů. Nejdelší z testů trval 100 sekund, přičemž pro přistání na Marsu mělo stačit 40 sekund provozu. Tlak ve spalovací komoře byl při testech až kolem 20 MPa.

### 2019
Na konci roku 2018 bylo oznámeno, že Raptor prošel výraznými konstrukčními změnami. Ještě před koncem roku 2018 byl na testování na základnu v McGregoru odeslán první kus, pro jehož testování byl upraven testovací stůl. Tento motor je určený pro testovací raketu Starship Hopper (Starhopper) a je směsí vývojového motoru a výsledné operační podoby. První zážeh nové verze proběhl 3. února 2019. Trval dvě sekundy, tlak ve spalovací komoře byl 17 MPa a tah přibližně 116 tun. Motor přitom pracoval na 60 % svého nominálního výkonu. Již 7. února Elon Musk oznámil, že Raptor dosáhl parametrů potřebných pro použití na Super Heavy Starship, což je tlak 25 MPa. Bylo dosaženo tahu 172 tun a tlak v komoře 25,7 MPa s „teplými“ pohonnými hmotami, což znamená o 10 až 20 procent větší výkon při použití hluboce podchlazeného paliva.
O týden později, 10. února, Elon Musk oznámil, že proběhlo již šest testovacích zážehů kompletního motoru a několik zkoušek jen jeho částí. Jeden ze zážehů motoru trval 11 sekund a bylo při něm ve spalovací komoře dosaženo tlaku 26,89 MPa.
V červnu 2019 Elon Musk oznámil, že je v plánu zjednodušená verze Raptoru bez možnosti výraznějšího snížení tahu, díky tomu by se konstrukce motoru zjednodušila a maximální tah by zvýšil z 200 na 250 tun. Dále oznámil konstrukční změny motoru, které by mohly umožnit zvýšení tlaku v komoře o 0,7 MPa, dlouhodobým cílem je 30 MPa.
Při testování motoru došlo k problému s oscilacemi konstrukce na frekvenci 600 Hz, což způsobilo poškození několika testovacích motorů Raptor, došlo například k uvolnění statoru kyslíkové turbíny. Na začátku července Elon Musk oznámil vyřešení tohoto problému.
| Sériové číslo | Podrobnosti |
| ------------- | --- |
| 1             | Byl testován na zkušebním stanovišti na základně McGregor. Následně byl rozebrán a analyzován. |
| 2             | Testován v McGregoru. První Raptor namontovaný na Starhopper. Dne 4. dubna 2019 proběhl statický zážeh motoru umístěného na Starhopperu. O dva dny později následoval druhý. Po druhém zážehu byl motor odmontován a odvezen zpět do továrny SpaceX v Hawthorne, kde byl rozebrán a analyzován. |
| 3             | Na testovacím stanovišti v McGregoru absolvoval několik zážehů, mezi nimi i zážeh dlouhý 40 sekund. Následně rozebrán. |
| 4             | Původně určen pro první letové zkoušky Starhopperu. Na začátku června 2019 byl přivezen na základnu v Boca Chica a byl nainstalován do Starhopperu. Posloužil pouze k testům vektorování trysky. |
| 5             | S tímto motorem měl Starhopper provést první krátký let, ale při testech v McGregoru došlo k závadě, kdy se po dvou sekundách hoření uvolnil stator kyslíkové turbíny a motor byl poškozen. |
| 6             | Testován v McGregoru, první s konstrukčními změnami zamezujícími oscilacím na frekvenci 600 Hz. Tam také provedl nový nejdelší zážeh trvající 85 sekund. Dne 11. července 2019 byl motor převezen do Boca Chica a byl nainstalován do Starhopperu. Dne 17. července byl proveden statický zážeh. Dne 26. července 2019 byla provedena první letová zkouška motoru Raptor na testovacím zařízení Starhopper. Na konci srpna byl absolvoval druhý a zároveň poslední letový test zařízení Starhopper. |
| 7 až 13       | Určené k testům prvních dvou prototypů Starship. |

## Návrh

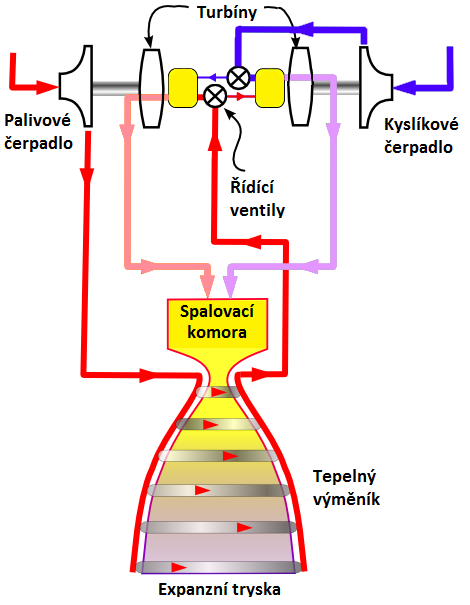
Nákres motoru

Raptor používá jako palivo směs kapalného kyslíku a metanu, stejně jako nový motor BE-4 od Blue Origin. Tato palivová směs není dnes ale úplně obvyklá. Produkuje vyšší specifický impuls, než směs kerosinu a kyslíku, ale nižší než kyslíkovodíkové systémy. Ty mají ale jiné technické problémy, jako je například velice nízká hustota vodíku a jeho extrémně nízká teplota, kvůli kterým musí být nádrže veliké a dobře izolované, což jim přidává na hmotnosti. Metan oproti kerosinu neprodukuje saze. To znamená, že motory budou po použití čistější a tedy lépe připravené na opětovné použití.
Pro zážeh motoru je používána elektrická jiskra, tím se liší od motorů Merlin, ty používají samozápalnou směs TEA-TEB. Jiskrou jsou zažehnuty hořáky, které zapálí spalovací komory hnacích turbín a také hlavní komoru.
V porovnání s ostatními motory jde o motor s největším poměrem tahu ku hmotnosti. Další parametry lze nalézt v srovnání raketových motorů.
Ze začátku se počítá s výrobou pouze jedné varianty motoru, v budoucnu by však měly být dvě varianty. Atmosférický motor, který má mít ve vakuu specifický impuls 356 s, tah by měl být 2,5 MN. Druhá bude vakuová varianta, která by měla dosáhnout specifického impulsu 380 až 382 s.